# Helmut Kämpfe
Helmut Kämpfe (Jena, 31 juli 1909 - Cheissoux, 10 juni 1944) was een Duitse officier en SS-Sturmbannführer (majoor) in de Waffen-SS tijdens de Tweede Wereldoorlog. Hij werd door de Maquis ontvoerd, geëxecuteerd en verbrand.
Kämpfe was een van de 631 ontvangers van de Nahkampfspange in goud, een zeer schaarse onderscheiding uit nazi-Duitsland.

## Leven
Kämpfe werd op 31 juli 1909 in Jena geboren. Hij volgde een opleiding tot typograaf zoals zijn vader ook had gedaan. In 1933, toen Hitler aan de macht kwam, meldde hij zich aan bij de Reichswehr, en werd Leutnant. Hij vroeg overplaatsing aan naar de Waffen-SS op 9 november 1939. Op 1 maart 1940 werd hij tot SS-Untersturmführer bevorderd. Kämpfe commandeerde het 3e bataljon van de SS-Panzergrenadierregiments 4 "Der Führer" aan het oostfront.
In de lente van 1944 werd de divisie Das Reich teruggetrokken van het Russische front, en naar Zuid-Frankrijk overgebracht om zich opnieuw uit te rusten en zich voor te bereiden op de mogelijk komende invasie van de geallieerden in Normandië. Om de geallieerde landingstroepen te kunnen bevechten, moest de divisie een 700 km lange weg naar het noorden overbruggen. Op 8 juni 1944 bereikten delen van de divisie de stad Tulle; in de dagen vooraf had het Franse verzet tientallen Duitse soldaten gedood. Als vergelding hierop werden op 9 juni 1944 99 Fransen opgehangen. Vanwege deze sabotageacties werd Kämpfe bevolen operaties te beginnen tegen de Maquis, die volgens Duitse inlichtingen in de zuidelijke hooglanden van centraal Frankrijk actief was.
Op 9 juni 1944 reed Kämpfe met een personenauto ruim 100 kilometer verder noordelijk, waar hij op ongeveer 4 km ten oosten van Saint-Léonard-de-Noblat door sergeant Jean Canou van de brigade van Kolonel Georges Guingouin, een groep van de Maquis du Limousin, gevangengenomen werd. Aansluitend werd hij naar Cheissoux overgebracht, en in de nacht via Limoges naar Breuilaufa. De plaats van zijn gevangenneming werd vereeuwigd door een monoliet die in 1986 werd ingehuldigd en gemaakt door de kunstenaars Jean-Joseph Sanfourche, Marc Petit en Pierre Digan. In Limoges slaagde hij erin om persoonlijke documenten uit het voertuig te gooien, die later gevonden werden door de regimentscommandant Stadler. Canou droeg Kämpfe over aan Guingouin. De regimentscommandant gaf het bevel aan de commandant van het 1e bataljon van het SS-Panzergrenadier-Regiment 4 "Der Führer", SS-Sturmbannführer Adolf Diekmann, een goede vriend van Kämpf, om 30 gijzelaars uit de stad Oradour-sur-Glane te vangen in ruil voor de gijzelaars. De volgende dag werd Kämpfe op order van Guingouin geëxecuteerd, of gedood tijdens een ontsnappingspoging. Zijn lichaam werd verbrand (hoewel sommige rapporten zeggen dat hij levend verbrand werd.) Het lichaam werd in een anoniem graf in Breuilaufa begraven. Volgens de bevindingen van de Volksbund Deutsche Kriegsgräberfürsorge werden de stoffelijke resten in 1963 op de militaire begraafplaats in Berneuil herbegraven.
De commandant van de SS-Panzergrenadier-Regiment 4 "Der Führer", SS-Standartenführer Sylvester Stadler, gaf het bevel voor een krijgsraad vanwege het bloedbad van Oradour-sur-Glane. SS-Sturmbannführer Adolf Diekmann, de commandant van het 1e bataljon SS-Panzergrenadier-Regiment 4 "Der Führer", werd beschuldigd van deze moorden. Hij verklaarde dat hij Kämpfes geboeide lichaam samen met stoffelijke overschotten van andere Duitse soldaten in een Duitse legerambulance, net buiten het dorp van Oradour-sur-Glane gevonden had. Het voertuig was in brand gezet, met de personen er levend in. Nadat hij het lot van zijn vriend had gezien werd het gehele dorp op zijn bevel vernietigd. SS-Brigadeführer Heinz Lammerding, de commandant van Das Reich, stemde ermee in dat Diekmann zich voor een krijgsraad moest verantwoorden. Alle beschuldigingen werden ingetrokken toen Diekmann op 29 juni 1944 in Normandië sneuvelde.

## Militaire carrière
- SS-Obersturmbannführer der Reserve (postuum):[5]
- SS-Sturmbannführer der Reserve: 1 september 1943[3][13][14]
- SS-Hauptsturmführer der Reserve: 20 april 1942[3]
- SS-Obersturmführer der Reserve: 30 januari 1941[3]
- SS-Untersturmführer der Reserve: 1 maart 1940[3]
- Leutnant der Reserve:[3][4]
- Feldwebel:[4]

## Lidmaatschapsnummers
- NSDAP-nr.: 2 387 476[13]
- SS-nr.: 124 465[13] (lid geworden 1933[3])

## Onderscheidingen
- Ridderkruis van het IJzeren Kruis[13] op 10 december 1943 als SS-Sturmbannführer der Reserve en Commandant van het III.(gp.)/SS-Pz.GR 4 "Der Führer"[3][4][5]
- IJzeren Kruis 1939, 1e Klasse[13](7 november 1941[3]) en 2e Klasse (26 augustus 1941[3])
- Nahkampfspange
  - Goud[3] in de winter van 1943[4][5]
  - Zilver op 30 oktober 1943[3][4]
  - Brons op 20 april 1943[3][4]
- Duits Kruis in goud op 11 maart 1943[3][5]
- Allgemeines Sturmabzeichen[4] op 12 april 1942[3]
- Gewondeninsigne 1939 in zwart (oktober 1941[3]), zilver goud[4] (11 maart 1943[3])
- Medaille Winterschlacht im Osten 1941/42 op 13 juli 1942[3]
- Dienstonderscheiding van Leger en Marine (4 dienstjaren)[3]
- Medaille ter Herinnering aan de 13e Maart 1938[3]
- Anschlussmedaille met gesp „Prager Burg“[3]